# 박태인
박태인(2000년 9월 1일 ~ )은 대한민국의 배우이다.

## 출연작

### 드라마
- 《어느 날 우리 집 현관으로 멸망이 들어왔다》 (tvN, 2021년) - 박정민 역[1]
- 《인어왕자: 나를 만지다》 (웹드라마, 2020년) - 승민 역 (데뷔작)